# Джуранович, Веселин
Веселин Джуранович (серб. Veselin Đuranović; 17 мая 1925, дер. Доньи Мартиничи, округ Даниловград, Королевство сербов, хорватов и словенцев — 30 августа 1997, Подгорица, Черногория, Союзная Республика Югославия) — югославский черногорский политический деятель, председатель Президиума СФРЮ (1984—1985), председатель Союзного Исполнительного Веча СФРЮ (1977—1982).

## Биография
Окончил среднюю школу в Подгорице и педагогическую школу в Цетинье. Стал членом Союза коммунистической молодежи Югославии (СКМЮ) в 1941 году и активно участвовал в подготовке антифашистского восстания. После восстания в Черногории, вплоть до вывода партизанских отрядов в Боснию в мае 1942 года, активно работал на освобождённой территории, участвовал в боевых действиях. В начале мая 1943 года вместе с группой сторонников национально-освободительного движения был арестован и интернирован в лагерь Забьело под Подгорицей. Освобожден в сентябре 1943 года, после капитуляции Италии. Стал секретарём организации СКМЮ в Дони Мартиничи, а в октябре того же года был назначен членом муниципального комитета СКМЮ и председателем муниципального антифашистского молодежного комитета. Участвовал в первом (ноябрь 1943, в Колашине) и втором (декабрь 1944, в Цетинье) конгрессах национальной молодежи Черногории.
Член Союза коммунистов Югославии с 4 января 1944.
В послевоенные годы окончил партийную школу при ЦК Союза коммунистов Черногории (СКЧ), избирался секретарём районных комитетов СКЮ в Даниловграде и Титограде, член краевого комитета СКМЮ, председатель ЦК «Народной молодёжи Черногории».
В 1953—1958 — директор Радио Титограда, главный редактор республиканской газеты «Победа». Был председателем комиссии ЦК СКЧ по идеологическим вопросам, председателем Главного комитета Социалистического союза трудового народа Черногории, секретарём обкома КПЮ в Даниловграде и Титограде.
В 1963—1966 — председатель Исполнительного веча (правительства) Социалистической республики Черногории.
На 3-м съезде Союза коммунистов Черногории был избран членом ЦК СКЧ, На 8-м (1964 г.), 10-м (1974 г.) и 11-м (1978 г.) съездах СКЮ избирался членом ЦК СКЮ. В 1969—1974 — член Президиума СКЮ, в 1974—1989 — член Президиума ЦК СКЮ. Депутат Скупщины СФРЮ в 1963—1989.
В 1966—1968 — секретарь Исполкома ЦК Союза Коммунистов Черногории (СКЧ), в 1968—1977 — председатель ЦК СКЧ.
В 1977—1982 — председатель Союзного исполнительного веча (правительства) СФРЮ. На этом посту в 1981 г. подписал кредитный пакет от правительства Федеративной Республики Германия в 14 млн. DM.
В 1982—1983 — председатель Президиума Скупщины Черногории.
В 1984—1989 — член Президиума СФРЮ,
в 1984—1985 — председатель Президиума СФРЮ.
В 1989 году. весь состав правительства Черногории и Центрального Комитета Коммунистической партии подали в отставку, в том числе и Джуранович, ушедший из политики в частную жизнь.
Брат Джурановича Владан (Влайко) погиб в 1944 году и позже был объявлен Национальным героем Югославии.